# 宗宮重行
宗宮 重行（そうみや しげゆき、1928年4月1日 - 2018年8月8日）は、日本の化学工学者。東京工業大学栄誉教授。日本学士院賞受賞。紫綬褒章、ドイツ連邦共和国功労勲章一等十字勲章等受章。

## 人物・経歴
岐阜県出身。1952年東京工業大学窯業学科卒業。同大学特別研究生。ペンシルベニア州立大学留学を経て、1960年東京工業大学着任。1962年東京工業大学工学博士。齋藤進六に勧められ、平野眞一、吉村昌弘らの協力で水熱材料合成研究を行った。1974年東京工業大学教授。1986年度日本化学会賞受賞。1988年帝京大学教授。1990年西東京科学大学教授。1995年紫綬褒章受章。1999年日本学士院賞受賞。2000年勲三等旭日中綬章受章。2005年日本セラミックス協会名誉会員。2011年東京工業大学栄誉教授。他に、ドイツ連邦共和国功労勲章一等十字勲章受章。Materials Research Society Award等受賞。海外5学会の名誉会員並びに、日本化学会名誉会員。

## 親族
父は分析化学者の宗宮尚行。妻は金属工学者橋本宇一の三女。